# Castel Giorgio
Castel Giorgio là một đô thị ở tỉnh Terni trong vùng Umbria của Ý, có cự ly khoảng 60 km về phía tây nam của Perugia và khoảng 60 km về phía tây bắc của Terni. Tại thời điểm ngày 31 tháng 12 năm 2004, đô thị này có dân số 2.187 người và diện tích là 42,3 km².
Castel Giorgio giáp các đô thị: Acquapendente, Bolsena, Castel Viscardo, Orvieto, San Lorenzo Nuovo.